# جنگ اولم
در جنوب آلمان بین سپاهیان اتریش و فرانسه (۱۸۰۵ میلادی) رخ داد که به پیروزی فرانسه در زمان حکومت ناپلئون انجامید.

## کلیات
سپاهیان اتریش از هر لحاظ بر سپاهیان ناپلئون بناپارت برتری داشتند. اما در برابر نقشه‌های نظامی ناپلئون، اتریشی‌ها شکست خوردند. اتریشی‌ها تصور می‌کردند که سپاه ناپلئون از راه جنگل سیاه وارد میدان نبرد می‌شوند؛ اما آنها از دانوب سر درآوردند و با بستن راه‌های ارتباطی، دشمن راه فرار را بر ایشان بست و آنگاه از دو جهت به پیشروی پرداخت و سرانجام قوای دشمن در ناحیه اولم به محاصره انداخت و درست در روز ۲۰ اکتبر زمانی که قوای فرانسه مغلوب نیروی دریایی انگلستان شد، قشون اتریش درخواست ترک مخاصمه کرد.

## پیشینه
در سال ۱۸۰۵، انگلستان، امپراتوری اتریش، سوئد و امپراتوری روسیه سومین ائتلاف را برای سرنگونی امپراتوری فرانسه تشکیل دادند. هنگامی که بایرن با ناپلئون متحد شد، اتریشی‌ها که ۷۲۰۰۰ نفر زیر نظر ماک بودند، به صورت زودرس حمله کردند در حالی که روس‌ها هنوز در حال حرکت در لهستان بودند. اتریشی‌ها انتظار داشتند که نبردهای اصلی جنگ در ایتالیای شمالی و نه آلمان رخ دهد و فقط قصد داشتند از کوه‌های آلپ در برابر نیروهای فرانسوی محافظت کنند.